# Dunolly
Dunolly – miasto w Australii, w stanie Wiktoria.

## Historia
W mieście wydobywano złoto, w jego pobliżu w Moliagul 5 lutego 1869 roku znaleziono największy samorodek złota w historii nazwany Welcome Stranger, o wadze około 70 kg.

## Architektura
Zachowało się co najmniej kilkanaście budynków z XIX wieku, m.in. budynek ratusza, który pierwotnie stanowił siedzibę sądu.